# Miner becut pàl·lid
El miner becut pàl·lid (Upucerthia dumetaria) és una espècie d'ocell de la família dels furnàrids (Furnariidae). Habita vessants secs, matolls espinosos, de vegades prop de l'aigua als Andes, des del sud del Perú i centre i sud de Bolívia, cap al sud, a través de Xile i oest de l'Argentina i cap a l'est fins zones costaneres de l'Argentina.